# دیدارهای فوتبال انگلستان و ایالات متحده آمریکا
تیم ملی فوتبال مردان بزرگسالان انگلستان و ایالات متحده آمریکا تاکنون ۱۲ بار در مقابل یکدیگر قرار گرفته‌اند. حاصل این ۱۲ بازی اخیر ۸ پیروزی برای انگلستان، ۲ پیروزی برای ایالات متحده آمریکا و ۲ تساوی بوده است. ۴۸ گل در این بازی‌ها به ثمر رسیده که سهم انگلستان ۳۹ و ایالات متحده آمریکا ۹ گل بوده است.
انگلستان هیچ‌گاه در بازی رسمی موفق به شکست آمریکا نشده‌است.

## اولین بازی
در اولین بازی، این دو تیم در تاریخ ۲۹ ژوئن ۱۹۵۰ در چارچوب جام جهانی ۱۹۵۰ در شهر بلو هوریزونته، برزیل به مصاف هم رفتند که این دیدار با نتیجه ۱ بر ۰ به سود ایالات متحده به پایان رسید.
بازیکنان تیم ملی انگلیس که با کسب پیروزی در تمام بازی‌های خود در مرحله مقدماتی جام جهانی ۱۹۵۰ و تمام بازی‌های خود در سال ۱۹۵۰ قبل از جام جهانی و همچنین به عنوان بنیان‌گذاران فوتبال با نام «پادشاهان فوتبال» شناخته می‌شدند، در برابر تیمی قرار می‌گرفت که از بازیکنان پاره وقت که برای کسب درآمد شغل دیگری داشتند و فوتبال را نیمه حرفه‌ای دنبال می‌کردند تشکیل شده بود. حتی سه بازیکن از ۱۱ بازیکن این تیم در ترکیب اولیه، شهروند آمریکا نبودند و فقط با درخواست شهروندی اجازه بازی در تیم ایالات متحده را پیدا کرده بودند.
نشریه دیلی اکسپرس در این باره نوشت: اگر تنها سه گل به ایالات متحده بزنیم، جوانمردانه خواهد بود!
بیل جفری مربی سابق تیم ایالات متحده به مطبوعات گفت: ما هیچ شانسی نداریم. او همچنین بازیکنان خود را "گوسفند آماده برای سلاخی" اعلام کرد.
با چنین شرایطی برد ایالات متحده در این بازی بسیار غیرمنتظره بود در حالی که این پیروزی تنها برد این تیم در جام بود و هر دو تیم با ثبت یک پیروزی و دو باخت در مرحله گروهی از صعود به مرحله بعد بازماندند.

## بهترین برد
پس از شکست غیرمنتظره انگلیس مقابل ایالات متحده در اولین بازی دو تیم، انگلیس ۴ بازی متوالی پیروز شد و موفق شد در تمام این ۴ بازی بیش از ۴ گل به ثمر برساند که در چهارمین بازی دو تیم، انگلیس با پیروزی ۱۰ بر ۰ بهترین نتیجه را در ۱۱ بازی انجام شده ثبت کرد.

## بررسی کلی بازی‌ها
| بردهای انگلیس              | ۸ بازی  |                           | گل‌های انگلیس | ۳۹ گل                                     |         | بازی‌های برگزار شده در انگلیس | ۳ بازی |
| مساوی                      | ۲ بازی  | گل‌های ایالات متحده آمریکا | ۹ گل         | بازی‌های برگزار شده در کشور بی‌طرف          | ۳ بازی  |                              |        |
| بردهای ایالات متحده آمریکا | ۲ بازی  |                           |              | بازی‌های برگزار شده در ایالات متحده آمریکا | ۶ بازی  |                              |        |
| مجموع بازی‌ها               | ۱۲ بازی | مجموع گل‌ها                | ۴۸ گل        | مجموع بازی‌ها                              | ۱۲ بازی |                              |        |

## عنوان بازی‌ها
| #   | عنوان بازی       | تعداد بازی | برد انگلیس | برد ایالات متحده آمریکا | مساوی |
| --- | ---------------- | ---------- | ---------- | ----------------------- | ----- |
| ۱   | بازی دوستانه     | ۸          | ۸          | ۰                       | ۰     |
| ۲   | جام جهانی        | ۳          | ۰          | ۱                       | ۲     |
| ۳   | جام ایالات متحده | ۱          | ۰          | ۱                       | ۰     |
| جمع | جمع              | ۱۲         | ۸          | ۲                       | ۲     |

## میزبان و میهمان
| بازیهایی که در انگلیس برگزار شده است              | بازیهایی که در انگلیس برگزار شده است | بازیهایی که در انگلیس برگزار شده است | بازیهایی که در انگلیس برگزار شده است |
| تیم                                               | برد                                  | مساوی                                | باخت                                 |
| ------------------------------------------------- | ------------------------------------ | ------------------------------------ | ------------------------------------ |
| انگلستان                                          | ۳                                    | ۰                                    | ۰                                    |
| ایالات متحده آمریکا                               | ۰                                    | ۰                                    | ۳                                    |
| بازیهایی که در ایالات متحده آمریکا برگزار شده است |                                      |                                      |                                      |
| تیم                                               | برد                                  | مساوی                                | باخت                                 |
| انگلستان                                          | ۵                                    | ۰                                    | ۱                                    |
| ایالات متحده آمریکا                               | ۱                                    | ۰                                    | ۵                                    |
| بازیهایی که در کشوری بی‌طرف برگزار شده است         |                                      |                                      |                                      |
| تیم                                               | برد                                  | مساوی                                | باخت                                 |
| انگلستان                                          | ۰                                    | ۲                                    | ۱                                    |
| ایالات متحده آمریکا                               | ۱                                    | ۲                                    | ۰                                    |

## فهرست کلی بازی‌ها
|  | برد انگلیس              |
|  | برد ایالات متحده آمریکا |
|  | مساوی                   |

| #  | تاریخ      | نتیجه بازی                        | ورزشگاه / شهر                             | عنوان بازیها          | گل‌ها |
| -- | ---------- | --------------------------------- | ----------------------------------------- | --------------------- | --- |
| ۱۲ | ۲۰۲۲/۱۱/۲۵ | انگلیس ۰-۰ ایالات متحده آمریکا    | الخور، قطر، البیت                         | جام جهانی ۲۰۲۲        | [ ۳ ] |
| ۱۱ | ۲۰۱۸/۱۱/۱۵ | انگلیس ۳ - ۰ ایالات متحده آمریکا  | ومبلی، انگلیس، ومبلی                      | بازی دوستانه          | جسی لینگارد (۲۵) – ترنت الکساندر-آرنولد (۲۷) – کالوم ویلسون (۷۷)                                                            |
| ۱۰ | ۲۰۱۰/۶/۱۲  | انگلیس ۱ - ۱ ایالات متحده آمریکا  | راستنبرگ، آفریقای جنوبی، رویال بافوکنگ    | جام جهانی ۲۰۱۰        | استیون جرارد (۴) ** کلینت دمپسی (۴۰)                                                                                        |
| ۹  | ۲۰۰۸/۵/۲۸  | انگلیس ۲ - ۰ ایالات متحده آمریکا  | ومبلی، انگلیس، ومبلی                      | بازی دوستانه          | جان تری (۳۸) – استیون جرارد (۵۹)                                                                                            |
| ۸  | ۲۰۰۵/۵/۲۸  | ایالات متحده آمریکا ۱ - ۲ انگلیس  | شیکاگو، ایالات متحده آمریکا، سلجر فیلد    | بازی دوستانه          | کلینت دمپسی (۷۹) ** کیران ریچاردسون (۴ و ۴۴)                                                                                |
| ۷  | ۱۹۹۴/۹/۷   | انگلیس ۲ - ۰ ایالات متحده آمریکا  | ومبلی، انگلیس، ومبلی                      | بازی دوستانه          | آلن شیرر (۳۳ و ۴۰) |
| ۶  | ۱۹۹۳/۶/۹   | ایالات متحده آمریکا ۲ - ۰ انگلیس  | بوستون، ایالات متحده آمریکا، فاکسبرو      | جام ایالات متحده ۱۹۹۳ | تام دولی (۴۲) – الکسی لالاس (۷۱)                                                                                            |
| ۵  | ۱۹۸۵/۶/۱۶  | ایالات متحده آمریکا ۰ - ۵ انگلیس  | لس آنجلس، ایالات متحده آمریکا، کولیسیم    | بازی دوستانه          | گری لینکر (۱۲ و ۴۷) – کری دیکسون (۳۲ و ۷۳) – ترور استیون (۸۰)                                                               |
| ۴  | ۱۹۶۴/۵/۲۷  | ایالات متحده آمریکا ۰ - ۱۰ انگلیس | نیویورک، ایالات متحده آمریکا، داونینگ     | بازی دوستانه          | راجر هانت (۴ و ۲۲ و ۵۳ و ۶۴) – فرد پیکرینگ (۶ و ۴۷ و ۷۴) – تری پاین (۴۹ و ۶۸) – بابی چارلتون (۶۷)                           |
| ۳  | ۱۹۵۹/۵/۲۸  | ایالات متحده آمریکا ۱ - ۸ انگلیس  | لس آنجلس، ایالات متحده آمریکا، ریگلی فیلد | بازی دوستانه          | ادی مورفی (۸) ** وارن برادلی (۳۵) – رون فلاورز (۵۲ و ۶۹) – بابی چارلتون (۶۴ و ۸۲-پ و ۸۵) – درک کوان (۷۴) – جانی هاینس (۸۷)  |
| ۲  | ۱۹۵۳/۶/۸   | ایالات متحده آمریکا ۳ - ۶ انگلیس  | نیویورک، ایالات متحده آمریکا، یانکی       | بازی دوستانه          | اتو دکر (۶۴ و ۶۵) – جورج آتنیوس (۷۰-پ) ** آیوور برودیس (۴۳) – نت لوفتهوس (۴۸ و ۶۲) – تام فینی (۵۰ و ۷۳) – ردفرن فروگات (۸۰) |
| ۱  | ۱۹۵۰/۶/۲۹  | انگلیس ۰ - ۱ ایالات متحده آمریکا  | بلو هوریزونته، برزیل، ریموندو سامپایو     | جام جهانی ۱۹۵۰        | جو خاچنس (۳۸) |

## گلزنان

### گلزنان انگلیس
- ۴ گل : راجر هانت – بابی چارلتون
- ۳ گل : فرد پیکرینگ
- ۲ گل : نت لوفتهوس – تام فینی – رون فلاورز – تری پاین – گری لینکر – کری دیکسون – آلن شیرر – کیران ریچاردسون – استیون جرارد
- ۱ گل : آیوور برودیس – ردفرن فروگات – وارن برادلی – درک کوان – جانی هاینس – ترور استیون – جان تری – جسی لینگارد – ترنت الکساندر-آرنولد – کالوم ویلسون

### گلزنان ایالات متحده آمریکا
- ۲ گل : اتو دکر – کلینت دمپسی
- ۱ گل : جو خاچنس – جورج آتنیوس – ادی مورفی – تام دولی – الکسی لالاس